# Calozenillia expellens
Calozenillia expellens är en tvåvingeart som först beskrevs av Walker 1860.  Calozenillia expellens ingår i släktet Calozenillia och familjen parasitflugor. Inga underarter finns listade i Catalogue of Life.